# Швалмштат
Швалмштат (њем. Schwalmstadt) град је у њемачкој савезној држави Хесен. Једно је од 27 општинских средишта округа Швалм-Едер. Према процјени из 2010. у граду је живјело 18.811 становника. Посједује регионалну шифру (AGS) 6634022.

## Географски и демографски подаци
Швалмштат се налази у савезној држави Хесен у округу Швалм-Едер. Град се налази на надморској висини од 230 метара. Површина општине износи 84,7 km². У самом граду је, према процјени из 2010. године, живјело 18.811 становника. Просјечна густина становништва износи 222 становника/km².

## Међународна сарадња
| Мјесто | Држава    | Врста сарадње | Од    |
| ------ | --------- | ------------- | ----- |
|        | Француска | партнерство   | 1980. |
| Звалм  | Белгија   | партнерство   | 1974. |
| Извор  |           |               |       |